# 潘知常
潘知常（1956年—），湖南醴陵人，中国美学家，战略咨询专家，現職南京大学新闻传播学院教授，博士生导师，南京大学国际传媒研究所所长，曾兼任澳门科技大学人文艺术学院创院副院长（主持工作）、澳门科技大学学位委员会委员与教学委员会委员、澳门科技大学人文艺术学院院务委员会主任、学术委员会主任、教学委员会主任。

## 生平
潘知常係1982年毕业于郑州大学中文系，同年任教于郑州大学中文系。1988年成为副教授与硕士研究生导师。1990年被特聘到南京大学。1992至1999年任南京大学形象設計研究中心主任。1993年成为教授。
潘知常获得的荣誉包括1989年分別当选为河南省与郑州市的“青年精英”（省、市級劳动模范），1992年被批准为享受国务院“政府特殊津贴”的专家。
潘知常在传媒批判理论、媒介文化、美学与艺术研究、影视批评、媒介与广告策划等方面有突出的成绩。历任《美学与文艺学研究》副主编，中国民盟中央委员，中华全国青年联合会委员，中华美学学会理事，中国文艺理论学会理事，中国广播受众研究会理事，中国青年美学研究会副会长，澳门特别行政区政府文化产业委员会委员，澳门国际电影节秘书长，江苏省美学学会副会长等。出版学术著作26部，编著5部，在海内外发表学术论文百余篇。

## “略同”风波

### 起因
2006年2月8日，《新语丝》刊登了张远山的《潘知常教授与鄙人略同》一文，指出了潘文《开辟鸿蒙，谁为情种——谈红楼梦》与张文《进入古典中国的五部典籍》之间的“略同”之处。张文未明确说明潘文的剽窃，一开始没有引起网络舆论的关注。2月18日，新语丝上登出《南京大学新闻学院潘知常教授寄方舟子的恐吓信一束》，登出了潘知常给方舟子的四封电子邮件，信中对新语丝拒不登载潘对张文说法的回应表示不满，并称将在全国各大报刊的对新语丝的做法进行回击。该文刊发之后，“略同”之争成为新语丝网友关注的热点，并演变成为一场“略同”风波。
由于新语丝拒不刊载潘的回应，潘知常选择了在别的网络媒体上发表其回应。2月17日，学术批评网登出了潘知常的《从张远山的无聊到方舟子与新语丝的无耻》，潘知常的博客也同时发表了这篇文章。除了正文之外，潘知常还附录了被新语丝拒绝发表的《潘知常：驳张远山先生的“所见略同”》一文。除此之外，潘知常还通过建立个人网站的方式对新语丝进行反驳，其登载的内容不仅仅包括对“略同”事件的回应，还包括对新语丝的其他回应等等。但是后来发现，这只是个别人在网上的猜测（没有公开的和正式报道），没有任何根据。事实证明，该网站并非潘知常建立。

### 发展
对于新语丝上发表的大量对其个人的指证，潘知常在学术批评网上进行回应，发表了《方舟子、新语丝与学术恐怖主义》一文。其后于3月5日删除了自己博客之上与该事件有关的文章，并于次日将其和迅网博客设置成为成员登录的模式。
根据公开正式发表的《潘知常风波：聚焦网络打假背后的真相》一文，网上对于他的“抄袭”的炒作缺乏足够的事实依据：

#### 网络争讼焦点之一：《反美学》一书，是否“涉嫌抄袭”？
1997年10月14日的《XX晚报》刊登了一篇短文，指出潘知常的《反美学》第五章借鉴了国内的一本专著，但是却没有注释。据此，有人认定：潘十年前就“涉嫌抄袭”。然而该晚报早在1997年12月16日就已发表过潘知常的回应文章：《关于〈反美学〉的误读与遗憾》，公开说明那是由于出版社误删注释而造成的“遗憾”，并且公开出示了此前出版社早已开具的证明，同时，文章还写道：“我的完成于1996年3月的另外一部专著《诗与思的对话》（上海三联书店1997版），由于内容的需要，……在第三章第三节中改写、扩充了《反美学》第五章的部分内容，就在第三章的最后一个即第（58）中，我也曾作过同样的说明。”此后，江苏省版权局经过近两个月的核查，也最终正式认定：该书中确实有两小段（共约200余字）出现雷同，但是潘知常没有抄袭，责任应由出版社承担。
然而，尽管潘知常的上述回应很容易在报端查得，江苏省版权局有关部门的正式认定人尽皆知，但是在网上的打假帖子中却无人提起。一位律师表示：具体的看法可能还会有不同，但起码在法理上潘知常应该是无懈可击的，也应该是不能认定潘知常存在抄袭行为的。

#### 网络争讼的焦点之二：“《光明日报》事件”
2000年9月5日，《光明日报》理论版上曾刊登一篇文章，题为《生命美学：世纪之交的美学新收获》，文中写道：“……无可辩驳的事实证明，就20世纪出现的以蔡仪为代表的认识美学、以李泽厚和刘纲纪为代表的实践美学、以潘知常为代表的生命美学这三大美学构想而言，只有以潘知常为代表的生命美学的构想，才真正与中、西方美学实践以及当代审美实践一脉相承、相得益彰。至于认识美学、实践美学，则无论从中、西审美实践来看，还是从当代审美实践来看，应该说都彼此格格不入。因此，其理论构想堪称无源之水，无本之木。”文章的作者是某师范大学的教授。事后据查，文稿是由潘知常代他转寄报社的，这篇文章也是经过他修改的。南大中文系有人因此而称之为“学术大师风波”。
经查阅《光明日报》，这是一篇实践美学与生命美学之间的学术争鸣文章，而不是一篇关于潘知常本人的学术评价文章。有2000年6月13日《光明日报》的编者按为证：“90年代以来，我国美学界展开了实践美学与生命美学的论争。关于这场论争，北京大学阎国忠教授认为，它虽然也涉及哲学基础方面的问题，但主要是围绕美学自身问题展开的真正的美学论争，这场论争同时标志这中国（现代）美学学科的完全确立。本刊今天摘编两篇介绍有关实践美学与生命美学观点的文章，以飨读者。同时也希望各地的人文社科杂志将刊发文章的新观点推荐给本报——编者”。同日，该报发表了潘和另外一人的争鸣文章，而《生命美学：世纪之交的美学新收获》则是此后的第三篇。该文的褒奖与针砭都属于常见的学术争鸣的口吻（对方在针砭潘的生命美学时也采取的是同样的口吻）。而潘知常作为90年代风行全国的后实践美学的两位主要代表人物之一、作为国内生命美学的领军人物，为学界所公认。他的突出美学贡献被国内的几部研究20世纪美学的专著（例如，北大教授、博导阎国忠的《美学建构中的尝试与问题》安徽教育出版社2001年版，《走出古典——中国当代美学论争述评》安徽教育出版社1996年版，以及武汉大学教授、博导陈望衡的《20世纪中国美学本体论问题》湖南教育出版社2001年版）列出专门的章节予以介绍。
而且，《光明日报》在1998年就已经开办过一次这样的争鸣专栏，并曾经发表过美学家刘纲纪、潘知常等人的争鸣文章。对于生命美学，国内学者的类似评价颇多，例如，美学家、北大教授阎国忠就认为：“潘氏生命美学比李泽厚实践美学更有资格成为一个美学体系”（阎国忠：《走出古典：中国当代美学论争述评》，等498页，安徽教育出版社1998）因此，上述的争鸣文字中对于潘知常的生命美学的褒奖有一定事实依据。因此，问题的关键在于：这段话是擅自修改还是经过原作者同意的。

#### 网络争讼焦点之三：潘主编的《传媒批判理论》一书与几篇未发表的讲课稿是否“涉嫌抄袭”？
有人指出：潘知常主编的《传播批判理论》（新华出版社2002年版）有一两处涉嫌抄袭。对此，潘知常本人并没有异议。但因为他只是主编，只应负担“失察”责任，他也曾在发现问题后立即责成具体责任人在网上公开道歉。但是，书中某一节有二百余字涉嫌抄袭，这一节后来又作为论文发表时，潘知常的名字也在其中。有网民据此说，这应该是潘知常“抄袭”的铁证。但不少专业人士认为：该文由他人撰写，这早在该书后记中已经说明，而后来文章发表时，并未做任何增改，因此，潘的署名也不能说明他本人就有抄袭的行为，应负的责任还是“失察”。 
此外，潘知常几篇没有公开发表的讲课稿是否涉嫌抄袭的问题在网上也是众说纷纭。其中，《批判的视境：传媒作为世界——西方传媒批判理论的四个世界》为一份没有公开发表的讲课提纲。有人发现，其中借鉴了陶东风、陈阳等人的文章，却没有注释。然而其只是一份针对潘主编的教材《传播批判理论》而压缩提炼的讲课提纲，供研究生阅读，放在学院内部的教学平台上，从没有公开发表。而且有“供课下讨论，请勿公开外传，注释与参考书，因格式限制，暂略。”的正式说明。另外，教材《传播批判理论》一书的两位作者在撰写时借鉴了陶东风、陈阳等人的文章却没有注释，潘只是在将该书压缩提炼为教学提纲时也保留了这两段话。不能断言潘抄袭。 
另有几篇讲课记录稿，也没有公开发表。潘知常将其放在学院内部的教学平台上，并且都曾注明：“供课下讨论，请勿公开外传，注释与参考书，因格式限制，暂略。”有人认为，其中有抄袭张远山、李劼文章的嫌疑。也有专业人士说：从目前列举的例证看，很容易看出彼此的具体的文字、内容都明显不同，不能轻率认定为抄袭。
关于潘主编的《传媒批判理论》与几篇没有发表的讲课稿中存在的问题，经过校外三个专家与南京大学校内三个专家的鉴定，都认为不存在抄袭行为，据此，南大学术委员会最终也没有认定潘存在抄袭行为。具体票数是17：5，17人认为没有抄袭，5人认为个别地方涉嫌抄袭，但认为潘存在抄袭行为的，则一票也没有。

### 相关报道
媒体对于由《略同》一文所引发的潘知常事件也给予了相当的关注。《南京晨报》在3月3日刊登了一篇新闻《南大博导与张远山学术风波调查》，《中国新闻周刊》也刊发了《潘知常风波》。